# Космос-426
Ко́смос-426 («ДС-У2-К» № 1) — советский научно-исследовательский спутник серии космических аппаратов «Космос» типа «ДС-У2-К», запущенный для проведения комплексных геофизических исследований в приполярной областях верхних слоёв атмосферы Земли.

## История создания
В декабре 1959 года создается Межведомственный научно-технический совет по космическим исследованиям при Академии Наук СССР во главе с академиком М. В. Келдышем, на который возлагается разработка тематических планов по созданию космических аппаратов, выдача основных тематических заданий, научно-техническая координация работ по исследованию и освоению верхних слоев атмосферы и космического пространства, подготовка вопросов организации международного сотрудничества в космических исследованиях.
Членом Президиума Межведомственного научно-технического совета по космическим исследованиям утверждается М. К. Янгель. В области прикладных задач проведения подобных работ было поручено НИИ-4 Министерства обороны СССР.
В 1962 году в программу второй очереди пусков ракеты-носителя «63С1», были включены космические аппараты «ДС-А1», «ДС-П1», «ДС-МТ» и «ДС-МГ».
Положительные результаты первых работ, подтвердившие перспективность дистанционных методов решения научных и прикладных задач, стимулировали огромный поток заявок на разработки новых научно-исследовательских космических аппаратов с различной целевой аппаратурой на борту.
После проведения поисковых проектных работ по разработки новой модификации исследовательских спутников стало очевидно, что в связи с многообразием исследовательских задач и различиями между требованиями к новой серии, разработать аппарат одного типа было практически невозможно.
В 1963 году было принято решение о создании трёх модификаций унифицированной спутниковой платформы:
- ДС-У1 — неориентированный в пространстве космический аппарат с химическими источниками энергии;
- ДС-У2 — неориентированный в пространстве космический аппарат с солнечными батареями, в качестве источника энергии;
- ДС-У3 — ориентированный на Солнце космический аппарат с солнечными батареями, в качестве источника энергии.

## Особенности конструкции
Научный аппаратный комплекс космического аппарата «Космос-426» включал в себя:
- «УЭР-1А» — прибор регистрации углового и энергетического распределений электронов;
- «ДА-1А» — анализатор спектра электронов низких энергий;
- «КЛ-1А» — датчик интенсивности космических лучей;[3]
- «МСУ-Ш» — магнитная система успокоения.

Бортовой радиотехнический комплекс:
- «БРКЛ-Б» — аппаратура командной радиолинии связи, представляет собой узкополосный приемник-дешифратор переданных с Земли сигналов для преобразования их в команды немедленного исполнения;
- «Краб» — аппаратура радиоконтроля орбиты и телесигнализации представляет собой передатчик высокостабильного двухчастотного когерентного сигнала излучения, который используется наземной станцией для

определения орбитальной скорости космического аппарата, а также для передачи информации с датчиков телеметрии;
- «Трал-П2» — аппаратура телеконтроля с запоминающим устройством «ЗУ-2С»[8].

## Программа полёта КА «Космос-426»

### Запуск
Космический аппарат «Космос-3426» был запущен 4 июня 1971 года ракета-носителем «Космос-3М» со стартовой площадки № 132/2 космодрома Плесецк.

### Результаты эксперимента
В ходе эксплуатации спутниковой платформы «ДС-У2-К» и космического аппарата «Космос-426» были проведены регулярные наблюдения за геоактивными корпускулами и исследованы анизотропные распределения магнитного поля Земли.
Также в ходе эксперимента измерены структурные параметры верхних слоёв атмосферы и изучено глобальное распределение корпускулярных потоков и определена связь их интенсивности со светимостью полярных сияний.

## Статьи
- В. Агапов. К запуску первого ИСЗ серии «ДС» // «Новости космонавтики» : журнал. — М.: Видеокосмос, 1997. — Т. 7, вып. 10—23 марта, № 6/147. Архивировано 2 февраля 2014 года.
- Гоцелюк Ю. В., Кузнецов С. Н., Логачев Ю. И., Столповский В. Г. Исследование в ионосфере при помощи ИСЗ "Космос-378". Пространственное распределение и временные вариации протонов с энергиями Ер более 1 МэВ на ионосферных высотах // Геомагнетизм и аэрономия : журнал. — М., 1974. — Т. 14, № 6. — С. 944—955.
- Грингауз К. И., Гдалевич Г. Л. Исследование в ионосфере при помощи спутника «Космос-378», 1. Задачи и методы исследований // Геомагнетизм и аэрономия : журнал. — М., 1974. — Т. 14, № 6. — С. 937—943.
- Ремизов А. П., Хохлов М. З. Исследование в ионосфере при помощи спутника «Космос-378», 3. Изучение потоков электронов в диапазоне энергий 0,5 – 12 Кэв // Геомагнетизм и аэрономия : журнал. — М., 1975. — Т. 15, № 1. — С. 3—9.
- Хохлов М. З. Исследование в ионосфере при помощи спутника «Космос-378», 4. Структура областей регистрации электронов с энергиями 0,5 – 12 Кэв и их конвекция // Геомагнетизм и аэрономия : журнал. — М., 1975. — Т. 15, № 2. — С. 207—213.
- Хохлов М. З. Исследование в ионосфере при помощи спутника «Космос-378», 5. Анизотропия электронных потоков 0,5 – 12 Кэв на высоких широтах // Геомагнетизм и аэрономия : журнал. — М., 1975. — Т. 15, № 2. — С. 214—220.